# Odznaka honorowa „Zasłużony dla drogownictwa”
Odznaka honorowa „Zasłużony dla drogownictwa” – polskie odznaczenie resortowe ustanowione 22 września 1997 i nadawane przez ministra właściwego do spraw transportu, jako zaszczytne honorowe wyróżnienie przyznawane pracownikom drogownictwa za szczególne osiągnięcia w dziedzinie drogownictwa, a także innym osobom za osiągnięcia lub zasługi w tej dziedzinie. Odznaka jest jednostopniowa i może być nadana tylko raz.
Zastąpiła istniejącą w latach 1969–1996 Odznakę „Przodujący Drogowiec”.
Odznaka ma kształt okrągłego medalu o średnicy 30 mm i jest wykonana z metalu w kolorze srebrnym. W środku na tle okrągłej zielono emaliowanej tarczy jest umieszczona dwupasmowa droga, a nad nią stylizowany jednoprzęsłowy most. W dolnej części jest umieszczona wstęga pokryta w połowie białą, w połowie czerwoną emalią. W otoku napis „ZASŁUŻONY DLA DROGOWNICTWA”. Odwrotna strona odznaki jest gładka; umieszczone jest na niej zapięcie.